# Torrente Rivo
Torrente Rivo este o arie protejată (arie specială de conservare — SAC, sit de importanță comunitară — SCI) din Italia întinsă pe o suprafață de 917 ha, integral pe uscat.

## Localizare
Centrul sitului Torrente Rivo este situat la coordonatele 41°44′27″N 14°34′12″E / 41.740833°N 14.57°E.

## Înființare
Situl Torrente Rivo a fost declarat sit de importanță comunitară în septembrie 1995 pentru a proteja 7 specii de animale. Situl a fost protejat și ca arie specială de conservare în decembrie 2018.

## Biodiversitate
Situată în ecoregiunea mediteraneană, aria protejată conține 5 habitate naturale: Păduri de stejar alb estice, Pajiști carstice calcaroase sau bazofile, de Alysso-Sedion albi, Lacuri eutrofice naturale cu vegetație de tip Magnopotamion sau Hydrocharition, Tufărișuri halo-nitrofile (Pegano-Salsoletea), Păduri panonice-balcanice de stejar turcesc - stejar sesil.
La baza desemnării sitului se află mai multe specii protejate de  păsări (7): caprimulg (Caprimulgus europaeus), erete vânăt (Circus cyaneus), presură de grădină (Emberiza hortulana), Falco biarmicus, șoimul rândunelelor (Falco subbuteo), gaia neagră (Milvus migrans), gaia roșie (Milvus milvus).
Pe lângă speciile protejate, pe teritoriul sitului au mai fost identificate 18 specii de plante, 1 specie de nevertebrate.